# Die Geister beim Flaschnerfelsen

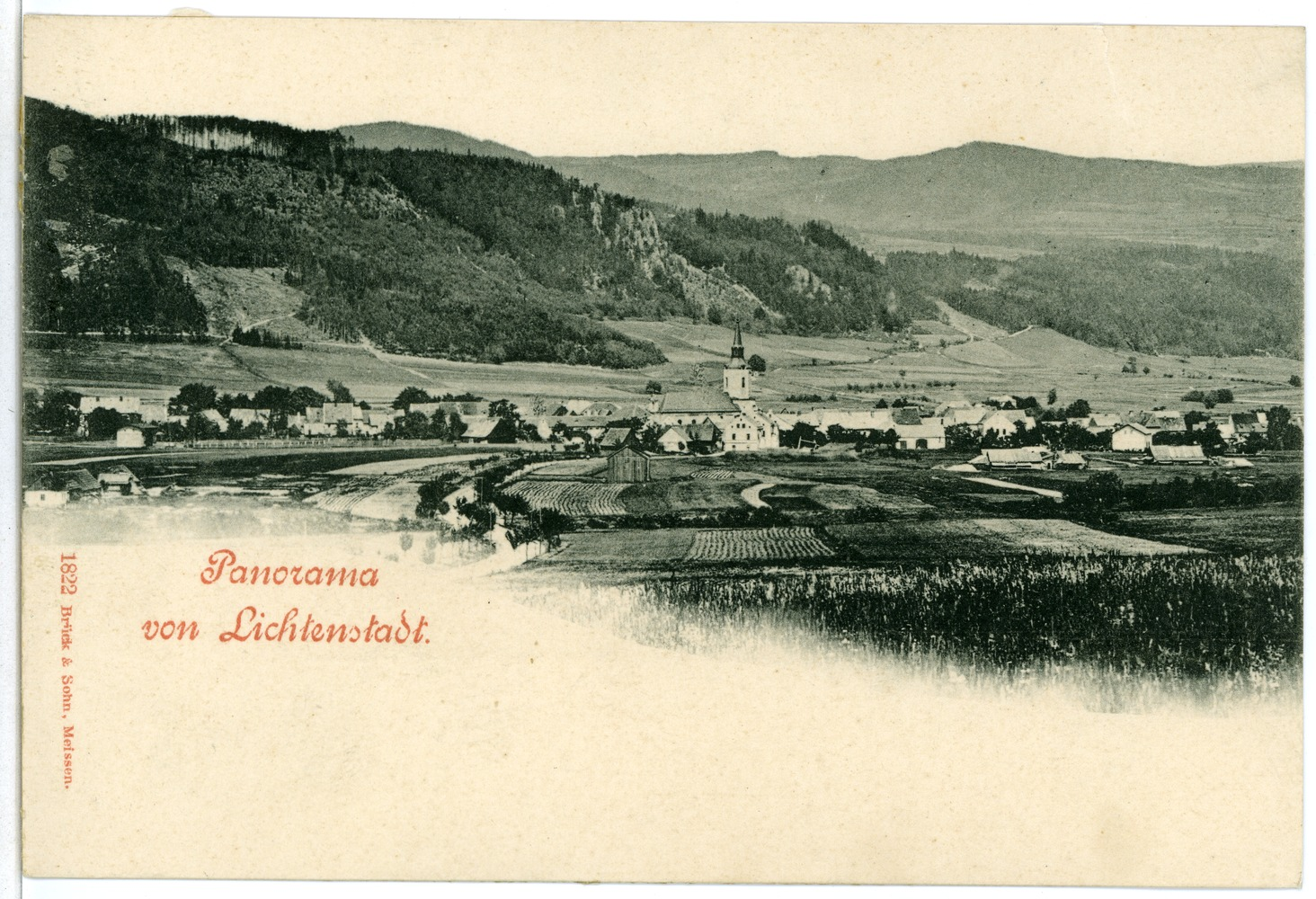
Das Felsmassiv des Flaschnerfelsens, hinter der Kirche von Hroznětín (Sicht gen Nord-Nord-Ost).

Die Geister beim Flaschnerfelsen ist eine Sage aus dem Egerland im Westen Tschechiens. Die Gruselgeschichte spielt am Flaschnerfelsen bei Hroznětín (Lichtenstadt).

## Handlung
In früherer Zeit, schnitt ein Bauer in der Nähe des Flaschnerfelsen Weizen. Die Zeit ging erstaunlich schnell voran und vom Kirchturm in Hroznětín erklang der die Glocke zur Mitternacht. Beim letzten Glockenschlag zog ein Sturm auf, doch alle Bäume und Sträucher standen still. Beim Flaschnerfelsen flammte ein Lichtschein auf und plötzlich lösten sich schwarze Männergestalten aus dem Schatten und begannen zu tanzen. Schlangen und anderes Gewürm krochen aus dem Feuer und schwarze Pudel kreisten in großen Bögen umher. Plötzlich standen die tanzenden Männer still und schauten den Bauern an, während die Schlangen und Pudel immer näher kamen und um ihn Kreise zogen. Da erwachte der Bauer aus seiner Starrheit und rannte den Weg hinab nach Hroznětín. Dort sammelte er einige Leute um sich und sie machten sich auf zum Flaschnerfelsen, wo noch immer das gruselige Schauspiel stattfand. Doch als die Uhr auf dem Kirchturm ertönte und die Glocke 1 Uhr nachts schlug, war plötzlich alles das Schauspiel wie weggeblasen.

## Hintergrund
Der Flaschnerfelsen ist Handlungsort weiterer Sagen aus dem Egerland, darunter Das Mädchen am Flaschnerfelsen, Das Hirtenbüblein im Flaschnerfelsen und Das Wunderlämpchen.

## Rezeption
Die Sage findet sich in mehreren Werken zur sudetendeutschen / west-tschechischen Sagenwelt. Josef Hofmann, G. Kutschera und H. Nürnbeger führen die Geschichte in ihrem Werk Sagen der Karlsbader Landschaft (1926) auf; Thilde Hopper-Hoyer listet sie in ihrer Sagensammlung Egerländer Sagenkranz auf, die sie 1958 veröffentlichte als Erinnerung an ihre verlorene Heimat des Egerlandes; aus der sie 1945/1946 vertrieben worden war.